# Развој производа
Под развојем производа (РП, негде и Развој нових производа) се подразумевају активности које су усмерене ка решавању техничког проблема. Овде се подразумевају класична значења и активности развоја (истраживање и развој: предразвој) и конструисања. Развој производа почиње од настанка идеје до лансирања производа на тржиште и то је процес који се састоји од низа корака или актовности које компанија користи да комерцијализује производ.